# 니도노촌
니도노촌(新殿村)은 후쿠시마현 아다치군에 있던 촌이다. 현재의 니혼마쓰시 남동부, 국도 459호 연선에 해당한다.

## 역사
- 1889년 4월 1일 - 정촌제 시행에 의해 4촌이 합병해 성립하였다.
- 1955년 1월 1일 - 오바마정, 아사히촌과 합병해 이와시로정이 성립하여, 동일 니도노촌이 폐지되었다.

## 참고문헌
- 角川日本地名大辞典 7 福島県